# Episodi di Dollhouse (prima stagione)
La prima stagione della serie televisiva Dollhouse è stata trasmessa negli Stati Uniti per la prima volta dall'emittente Fox dal 13 febbraio all'8 maggio 2009.
In Italia, è stata trasmessa in prima visione sul canale satellitare Fox dal 3 settembre al 5 novembre 2009. In chiaro è andata in onda su Cielo dal 16 marzo 2010.
| nº | Titolo originale           | Titolo italiano      | Prima TV USA     | Prima TV Italia   |
| -- | -------------------------- | -------------------- | ---------------- | ----------------- |
| 1  | Ghost                      | Riscatto morale      | 13 febbraio 2009 | 3 settembre 2009  |
| 2  | The Target                 | Il bersaglio         | 20 febbraio 2009 | 10 settembre 2009 |
| 3  | Stage Fright               | L'ultimo spettacolo  | 27 febbraio 2009 | 17 settembre 2009 |
| 4  | Gray Hour                  | In trappola          | 6 marzo 2009     | 24 settembre 2009 |
| 5  | True Believer              | Fede                 | 13 marzo 2009    | 1º ottobre 2009   |
| 6  | Man on the Street          | Doppio inganno       | 20 marzo 2009    | 8 ottobre 2009    |
| 7  | Echoes                     | Echi                 | 27 marzo 2009    | 15 ottobre 2009   |
| 8  | Needs                      | Ferite aperte        | 3 aprile 2009    | 15 ottobre 2009   |
| 9  | A Spy in the House of Love | La spia              | 10 aprile 2009   | 22 ottobre 2009   |
| 10 | Haunted                    | Un'amica speciale    | 24 aprile 2009   | 22 ottobre 2009   |
| 11 | Briar Rose                 | Fuga dalla Dollhouse | 1º maggio 2009   | 29 ottobre 2009   |
| 12 | Omega                      | La numero uno        | 8 maggio 2009    | 29 ottobre 2009   |
| 13 | Epitaph One                | Epitaph One          | DVD              | 5 novembre 2009   |

## Episodio speciale
Oltre ai dodici episodi regolari che compongono la prima stagione televisiva andata in onda negli USA, è stato realizzato un episodio speciale chiamato Epitaph One, un episodio extra (considerabile come tredicesimo episodio della prima stagione) con una storia a sé stante e che venne prodotto poiché la 20th Century Fox richiedeva 13 episodi per il cofanetto DVD. Epitaph One è stato venduto all'estero insieme agli episodi della prima stagione.

## Riscatto morale
- Titolo originale: Ghost
- Diretto da: Joss Whedon
- Scritto da: Joss Whedon

### Trama
Echo è una degli "Attivi" (in inglese "Actives") nella pregiata quanto illegale Dollhouse. Attraverso il download nel suo cervello di diverse personalità a seconda delle necessità del cliente, Echo può essere la ragazza perfetta per un romantico weekend, e il giorno dopo una dura ed efficiente negoziatrice specializzata in rapimenti.
Nel frattempo l'agente dell'FBI Paul Ballard sta cercando in tutti i modi di scoprire maggiori informazioni su questa Dollhouse. L'incarico ha già distrutto il suo matrimonio ed ora minaccia seriamente la sua carriera, tuttavia pare non voglia fermarsi finché non avrà scoperto la verità.

## Il bersaglio
- Titolo originale: The Target
- Diretto da: Steven S. DeKnight
- Scritto da: Steven S. DeKnight

### Trama
Echo viene ingaggiata come una dolce ragazza della porta accanto da un giovane cliente di nome Richard, ma il tranquillo weekend in campeggio si trasforma in un incubo quando il ragazzo si trasforma in un cacciatore ed Echo è la sua preda. Nel frattempo l'agente Ballard riceve degli indizi sul passato di Echo, e le cicatrici della dottoressa Saunders hanno finalmente una spiegazione: pare che tutto, in qualche modo, sia da ricollegarsi a ciò che accadde quando Alpha cercò di fuggire dalla Dollhouse.
- Guest star: Mark Sheppard (Tanaka)

## L'ultimo spettacolo
- Titolo originale: Stage Fright
- Diretto da: David Solomon
- Scritto da: Jed Whedon e Maurissa Tancharoen

### Trama
Echo questa volta diventa una corista per una giovane cantante di enorme successo che sta ricevendo minacce di morte da un fan troppo invadente e che, negli ultimi concerti, è stata vittima di misteriosi incidenti. Il suo manager si rivolge quindi alla Dollhouse per assumere una ragazza che sia guardia del corpo e contemporaneamente abbia la fiducia di Rayna, e sventare così un probabile altro incidente.

## In trappola
- Titolo originale: Gray Hour
- Diretto da: Rod Hardy
- Scritto da: Sarah Fain e Elizabeth Craft

### Trama
Echo diventa un'abile ladra che, insieme ad altri complici, si introducono in un caveau per rubare un'opera d'arte. Tutto fila liscio fino a quando uno degli uomini li tradisce e se ne va con il bottino lasciandoli chiusi nel caveau. Ad aggravare la situazione, c'è il cervello di Echo che azzera l'identità acquisita per il colpo, tornando ad essere l'indifesa Echo che risiede nella Dollhouse: pare infatti che qualcuno abbia interferito sulle attività cerebrali di Echo con un comando a distanza. Dopo tutto, sembra che Alpha non sia morto come tutti credono.

## Fede
- Titolo originale: True Believer
- Diretto da: Allan Kroeker
- Scritto da: Tim Minear

### Trama
Echo questa volta diventa una ragazza cieca che deve infiltrarsi in una setta religiosa segreta che nasconde in realtà un traffico di armi ed azioni illecite.
Echo crede che sia stato Dio a dirle di raggiungere la comunità e soprattutto il suo leader, Jonas Sparrow. Echo davvero è non vedente, ma attraverso delle microcamere installate nei suoi occhi sia Boyd che il leader della squadra di agenti riescono a vedere quello che Echo (non) vede. Nonostante i sospetti iniziali, Jonas accetta il nuovo membro del gruppo e così riusciamo ad avere prova della presenza delle armi, ma in più egli stesso comincia a credere che ci sia la volontà di Dio dietro a tutto. Ed è così che quando anche gli agenti circondano la loro comunità Jonas rinchiude tutti in una chiesa a cui dà fuoco: se la volontà di Dio è con loro non hanno nulla da temere. Nel frattempo Echo ha recuperato la vista in seguito ad un colpo (e di conseguenza le microcamere non funzionano più), ma nonostante il "miracolo" non crede nel sacrificio portato avanti da Jonas ma cerca di convincere tutti i credenti che si tratta solo di un suicidio di massa. Riesce a far scappare tutti, ma a quel punto Jonas sta per vendicarsi su di lei, quando interviene a sorpresa Dominic, capo della sicurezza della Dollhouse, che uccide Jonas ma lascia anche a morire la giovane 'active' che con questi suoi "malfunzionamenti" gli sta dando più guai che altro. Boyd in extremis riesce a salvare la sua Echo ma le tv che nel frattempo sono sopraggiunte sul luogo sono testimoni della presenza di Echo e quindi della sua esistenza.

## Doppio inganno
- Titolo originale: Man on the Street
- Diretto da: David Straiton
- Scritto da: Joss Whedon

### Trama
Echo, come ogni anno nello stesso giorno, si trasforma nella perfetta moglie di un ricco uomo che ha perso l'amore della sua vita in un tragico incidente qualche anno prima. Grazie alle sue indagini l'agente Ballard riesce a scoprire il prossimo incarico di Echo e si presenta a casa dell'uomo, dove avviene il primo confronto diretto tra Echo e Paul.
Tuttavia le indagini dell'agente dell'FBI prendono una svolta quando Echo viene mandata da Adelle per affrontarlo: durante lo scontro Echo gli confessa di essere stata segretamente programmata affinché gli dica la verità: ci sono almeno altre dozzine di Dollhouse in tutto il mondo, e lui da solo non può nemmeno pensare di sconfiggerle, ma ora ha un alleato all'interno.

## Echi
- Titolo originale: Echoes
- Diretto da: James A. Contner
- Scritto da: Sarah Fain e Elizabeth Craft

### Trama
Echo abbandona il suo "incarico" perché stranamente attirata verso il campus nelle vicinanze dove alcuni studenti, dopo essere venuti a contatto con una droga particolare, vengono spinti al suicidio. Il suo legame con il campus viene spiegato dai continui flashback di Echo della sua vita precedente come Caroline, quando ancora frequentava quella stessa università e dove, dopo essersi infiltrata con il suo ragazzo per documentare esperimenti illeciti sugli animali, era stata costretta alla fuga, mentre il suo fidanzato veniva ferito in modo molto grave, forse mortale.
Mellie, intanto, afferma di voler prendere una pausa nella nascente relazione con Paul e di volersi allontanare per un po' di tempo da lui. La ragazza in effetti è a sua volta un'incaricata della Dollhouse, dove rientra per offrire appoggio all'attività di Echo e degli altri in servizio attivo.

## Ferite aperte
- Titolo originale: Needs
- Diretto da: Félix Enríquez Alcalá
- Scritto da: Tracy Bellomo

### Trama
Echo, Sierra, Victor e Mellie si risvegliano nella Dollhouse con gran parte delle caratteristiche delle loro personalità originarie. Fanno parte di un esperimento che ha il fine di evitare gli errori commessi in passato. In questo modo le dolls hanno, in poche ore, l'opportunità di soddisfare quei bisogni che potrebbero compromettere il loro comportamento durante gli incarichi. È così che Mellie ricorda di avere una figlia, defunta, che va a visitare al cimitero; Sierra vuole affrontare l'uomo responsabile delle sue condizioni attuali; Victor riesce a conquistare l'amore di Sierra; ed Echo riesce a liberare tutti coloro che ritiene "prigionieri" della Dollhouse.

## La spia
- Titolo originale: Spy in the House of Love
- Diretto da: David Solomon
- Scritto da: Andrew Chambliss

### Trama
C'è un traditore nella Dollhouse, e Sierra viene programmata per scoprirne l'identità. Echo, che non ha ancora ricevuto nessun imprinting, capisce che c'è qualcosa di storto nella Dollhouse, e che Topher ha le capacità di cambiare le persone, quindi chiede di poter essere d'aiuto. Echo viene così programmata per scoprire l'identità della spia all'interno della Dollhouse, mentre Sierra prosegue le sue indagini all'esterno.
Dominic, che in assenza di Adelle (combattuta dalla sua relazione con Victor) dirige la Dollhouse, si scoprirà poi essere la spia.
Mellie ritorna a casa, da Paul, che riceve dalla ragazza notizie alquanto sorprendenti.

## Un'amica speciale
- Titolo originale: Haunted
- Diretto da: David Solomon
- Scritto da: Andrew Chambliss

### Trama
Una cara vecchia amica di Adelle viene trovata morta, apparentemente per un infarto, ma la donna godeva di ottima salute. Adelle quindi impianta ricordi e personalità della sua amica in Echo, per aiutarla a risolvere il misterioso caso di omicidio.
Alla Dollhouse, intanto, Topher, come ogni anno per il suo compleanno, utilizza una active (Sierra) per fini personali.
L'agente Paul Ballard, dopo la rivelazione di Mellie, indaga sul passato della ragazza e scopre che effettivamente appartiene ad una delle persone scomparse da anni.

## Fuga dalla Dollhouse
- Titolo originale: Briar Rose
- Diretto da: Dwight Little
- Scritto da: Jane Espenson

### Trama
Echo viene programmata per aiutare Susan, una bambina che ha subito un forte trauma, e utilizza la favola della Bella Addormentata proprio per aiutarla.
Questa stessa favola si rivelerà essere una metafora del futuro della stessa Echo. L'agente Ballard, infatti, deciso più che mai a salvare Caroline e sconfiggere la Dollhouse, lascia Mellie che, disperata, viene recuperata dall'agente di sicurezza del quale è sotto la custodia, e viene riportata alla Dollhouse. Quello che nessuno sa è che Paul la sta seguendo, fino a scoprire la sede fisica della Dollhouse. Dopo alcune indagini, scopre l'identità dell'uomo che ha progettato l'intero edificio, un certo Stephen Kepler, che attualmente vive in un piccolo appartamento che non lascia mai.
Alla sede, nel frattempo, Boyd riceve un piccolo driver indirizzato a Dominic: Adelle pensa che sia dell'NSA ma, essendo protetto da password, solo Dominic può aprirlo. Dominic viene così ripreso dalla "soffitta", impiantato e risvegliato nel corpo di Victor: il messaggio recapitato non viene dall'NSA, ma da qualcun altro. Alpha.
Nonostante non sia proprio entusiasta all'idea di collaborare, soprattutto mettersi contro quelli della Dollhouse, Kepler viene "convinto" da Ballard ad aiutarlo ad introdursi nella Dollhouse, per poter liberare Caroline. L'uomo infatti riesce a disattivare gli allarmi, ma proprio quando Paul raggiunge Echo, viene sorpreso da Boyd e i due cominciano una lotta, entrambi per proteggere la ragazza.
Echo intanto ha delle immagini in flashback in cui ricorda sia Ballard sia Boyd e, fidandosi pienamente di Boyd, lo aiuta a fermare Paul e a portarlo nell'ufficio di Adelle.
Ma non è finita: l'identità di Alpha viene finalmente rivelata, che altri non è che Kepler. Alpha raggiunge la dottoressa Saunders, che stava curando Victor, e sfigura prima il ragazzo e poi minaccia la donna perché richiami Echo. Echo, alla visione di Alpha, ricorda di averlo già visto in passato ma nient'altro: Alpha la porta quindi nell'ufficio di Topher e le impianta i vecchi ricordi, e quando si risveglia, ricordandosi perfettamente del loro passato insieme, i due fuggono.

## La numero uno
- Titolo originale: Omega
- Diretto da: Tim Minear
- Scritto da: Tim Minear

### Trama
Alpha, con l'aiuto di Echo, rapisce una ragazza di nome Wendy e le porta entrambe al suo nascondiglio, perfettamente attrezzato.
Nel frattempo, mentre Ballard aiuta lo staff della Dollhouse e trovare e sconfiggere Alpha, la dottoressa Saunders si occupa di Victor e scopre di essere lei stessa una active, dal nome Whiskey, con l'imprinting del vero dottor Saunders, ucciso da Alpha durante la sua fuga anni fa.
Al suo laboratorio, Alpha mette l'imprinting di Caroline nel cervello di Wendy; quando arriva il turno di Echo, Alpha programma un mix composito di tutti gli impieghi precedenti di Echo, una nuova personalità che chiama Omega. Quando l'imprinting è terminato, Alpha si aspetta che Echo/Omega uccida Wendy/Caroline, come parte della sua "ascensione" ad active superiore, ma la ragazza si volta invece verso Alpha stesso, che a sua volta uccide Wendy e minaccia di distruggere l'unico supporto che contiene l'imprinting originale di Caroline. Adelle tuttavia è sicura che riusciranno a fermarlo, soprattutto ora che Ballard è il loro nuovo consigliere per la sicurezza.
Tuttavia, nelle condizioni di contratto di Ballard era inclusa la liberazione di November, in quanto i suoi impegni sono stati rispettati.

## Epitaph One
- Titolo originale: Epitaph One
- Diretto da: David Solomon
- Scritto da: Joss Whedon, Jed Whedon e Maurissa Tancharoen

### Trama
Los Angeles, 2019. In dieci anni la tecnologia è sfuggita di mano e ora qualsiasi persona può essere azzerata a distanza, causando un vero e proprio scenario apocalittico. Un gruppetto di sopravvissuti, che conservano ancora la loro personalità originale, cercando riparo si imbatte nell'edificio della Dollhouse, ormai in disuso da tempo. Il gruppo è formato da Mag (Felicia Day), Zone, Griff, Lynn, una bambina di nome Iris e da suo padre, purtroppo azzerato prima di riuscire a mettersi al riparo. Mag e gli altri vogliono scoprire come la tecnologia abbia portato alla fine del mondo, e impiantano diversi ricordi nella mente del padre di Iris per ottenere informazioni. Ma incontrano Whisky, ancora nascosta nel fatiscente edificio, l'unica a sapere dove si trovi l'Attiva Echo/Caroline e che possa condurli a un luogo noto come "Safe Haven".